# Тальпа-де-Альенде
Тальпа-де-Альенде (исп. Talpa de Allende) — небольшой город в Мексике, в штате Халиско, входит в состав одноименного муниципалитета и является его административным центром. Численность населения, по данным переписи 2020 года, составила 10 112 человек.

## Общие сведения
Название муниципалитета составное: Talpa с языка науатль можно перевести как: место на земле, а Allende дано в честь национального героя — Игнасио Альенде.
В доиспанские времена в окрестностях современного города находилось индейское поселение Тлальпан. В 1540 году оно мирно покорилось конкистадорам.
Современное поселение было основано в 1585 году, когда были открыты залежи минералов. Оно получило название Сантьяго-де-Тальпа.
18 сентября 1885 года поселение было переименовано в Тальпа-де-Альенде и получило статус вильи.
Город расположен в 200 км к западу от столицы штата, города Гвадалахара, вблизи федеральной трассы 70.

## Население
| Год  | Численность | Численность |
| ---- | ----------- | ----------- |
| 2000 | 7283        | [ 7 ]       |
| 2005 | 8200        | [ 8 ]       |
| 2010 | 8839        | [ 9 ]       |
| 2020 | 10 112      | [ 10 ]      |